# Karl Ludwig von Haller
Karl (eller Carl) Ludwig von Haller (1. august 1768 – 20. maj 1854) var en schweizisk statsretlig forfatter, sønnesøn af Albrecht von Haller.
von Haller blev allerede 1795 sekretær ved kanton Berns regering indtil 1798, da den gamle ordning omstyrtedes. Han var derefter i østerrigsk tjeneste indtil 1805, var professor i Bern 1806—17 og blev medlem af kantonets råd 1814, men afsattes, fordi han 1820 var gået over til katolicismen.
Han levede 1821—30 i Paris, hvor han siden 1825 var ansat i udenrigsministeriet, men tog derefter ophold i Solothurn, hvor han i en række år hørte til førerne for det ultramontane parti og var flittig medarbejder af tyske blade og tidsskrifter.
Allerede 1808 i Handbuch der allgemeinen Staatskunde udtalte von Haller stærk uvilje imod revolutionens grundsætninger, og i sit hovedværk Restauration der Staatswissenschaft (4 bind 1816—20, 2. udgave, 6 bind 1820—34) gav han en dygtig, men meget ensidig kritik af hine grundsætninger og et teoretisk forsvar for en yderlig reaktion.
von Hallers fanatisme drev ham senere til at se hele den frisindede bevægelse som en sammensværgelse af frimurere og lignende imod stat og kirke, og 1847 rettede han en indtrængende opfordring til kongen af Preussen om ikke at opgive sin enevælde.
Den danske forfatter Frederik Oldenburg brugte 1881 hans navn "C. v. Haller" som forfattermærke for sit første skrift Strategi og Politik.